# Willeke Alberti

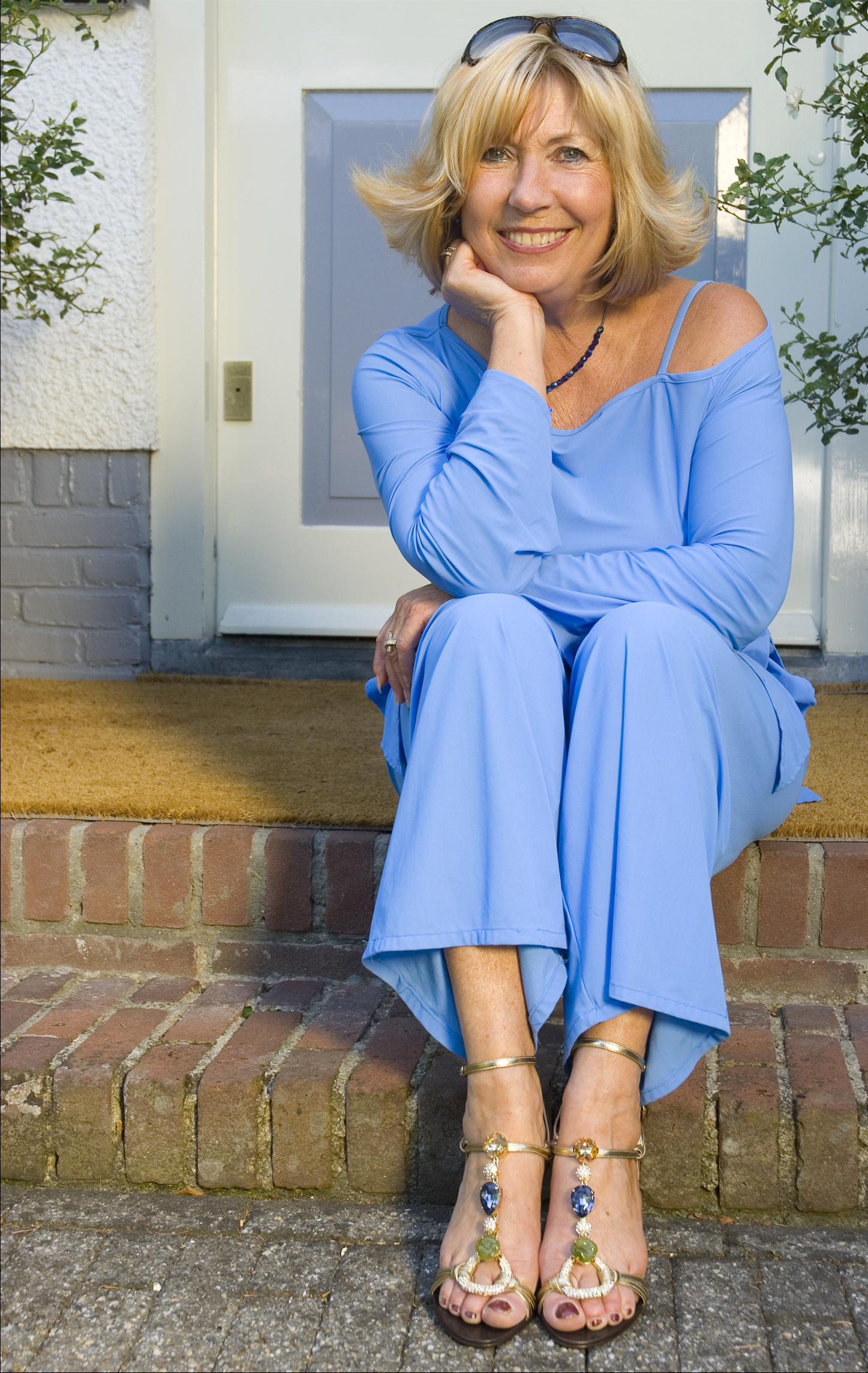
Willeke Alberti (2006)

Willeke Alberti (* 3. Februar 1945 in Amsterdam) ist eine niederländische Sängerin und Fernsehschauspielerin. Der Volkssänger Willy Alberti war ihr Vater.

## Leben
Willeke Alberti war von 1965 bis 1974 mit dem Bassisten Joop Oonk verheiratet. Beide hatten eine Tochter, Daniëlle († 2023), die mit dem niederländischen Ex-Fußballspieler und derzeitigen Co-Nationaltrainer John van ’t Schip verheiratet war. 1976 heiratete Alberti John de Mol, 1979 wurde ihr gemeinsamer Sohn Johnny geboren, der heute Schauspieler ist. Alberti und de Mol wurden 1980 geschieden. 1983 heiratete Alberti den dänischen Fußballspieler Søren Lerby, sie haben einen gemeinsamen Sohn. Sie trennten sich 1996.

## Karriere
Die hellblonde Willeke Alberti feierte als elfjähriges Mädchen ihr Debüt. Als Achtzehnjährige hatte sie 1963 mit Spiegelbeeld (dt. „Spiegelbild“), einem Lebenslied über eine Braut, die auf ihre Jugend zurückblickt, einen ersten großen Erfolg.
In den 1960er Jahren war sie die beliebteste Sängerin der Niederlande. Ihr wahrscheinlich erfolgreichstes Lied war De winter was lang (dt. „Der Winter war lang“; 1964), eine Coverversion des Songs Blue Winter von Connie Francis. Weitere von ihr in niederländischer Sprache gecoverte Songs waren unter anderem Toen je me kuste (Then He Kissed Me von The Crystals, 1963), Wie neemt er mijn plaats in vandaag (Whose Heart Are You Breaking Tonight von Connie Francis, 1964), Vlinder van een zomer (Angel Of The Morning von Merrilee Rush, 1968) und Zijn eigen wonder (Un jour, un enfant von Frida Boccara, 1969). Darüber hinaus nahm sie auch Duette mit ihrem Vater auf.
Später wandte sie sich der Schauspielerei zu. In dem erfolgreichen 13-teiligen Fernseh-Drama De kleine waarheid (dt. „Die kleine Wahrheit“) von 1970 nach einem Roman von Jan Mens war sie die Hauptdarstellerin.
Musikalisch arbeitete sie unter anderem mit Paul de Leeuw, André van Duin und Jos Brink zusammen.
Im Jahre 1994 vertrat Alberti die Niederlande beim Eurovision Song Contest mit dem Beitrag Waar is de zon (dt. „Wo ist die Sonne“), belegte allerdings nur den 23. Platz unter 25 Teilnehmern.
Von Mai bis November 2008 war Willeke Alberti in der niederländischen Seifenoper Goede tijden, slechte tijden zu sehen. Außerdem spielte sie 2012 die Rolle der Lucy im Film Alles is familie.

## Auszeichnungen
- 1996: Verleihung „Ritter des Ordens von Oranien-Nassau“ durch die niederländische Königin
- 2005: Radio 2 Zendtijdprijs (deutsch Radio 2 Sendezeit Preis)

## Diskografie

### Studioalben
| Jahr | Titel                   | Höchstplatzierung, Gesamtwochen, AuszeichnungChartsChartplatzierungen (Jahr, Titel, Platzierungen, Wochen, Auszeichnungen, Anmerkungen) | Anmerkungen |
| Jahr | Titel                   | NL | Anmerkungen |
| ---- | ----------------------- | --- | ----------- |
| 1989 | Liefde is…              | NL45 (12 Wo.)NL |             |
| 1991 | Een gezellige kerst met | NL74 (2 Wo.)NL |             |
| 1993 | ’n Beetje mazzel        | NL14 (26 Wo.)NL |             |
| 1994 | Zomaar mijn dag         | NL61 (5 Wo.)NL |             |
| 1994 | Toen en nu              | NL57 (12 Wo.)NL |             |
| 1996 | Op dit moment           | NL90 (3 Wo.)NL |             |
| 1998 | Zeilen op de wind       | NL92 (1 Wo.)NL |             |
| 1999 | Liedjes voor altijd     | NL67 (2 Wo.)NL |             |

Weitere Studioalben
- 1964: Willeke
- 1965: ’k Wist Niet Dat Liefde Zo Mooi Kon Zijn
- 1971: Twee Op De Wip (mit Jeroen Krabbé)
- 1975: Liedjes Uit De Film Rooie Sien
- 1977: Iemand Die Van Je Houdt
- 1982: Dit Ben Ik
- 1997: Gebabbel
- 2000: Jij En Ik Live In Carre
- 2001: ’t Komt Allemaal Goed
- 2006: Heb Ik Vandaag Al Gezegd…
- 2009: Alle Mensen Willen Liefde
- 2011: Ik Ben Er Nog
- 2011: Nederlandstalige Popklassiekers (mit Willy Alberti, NL: Gold)

### Livealben
| Jahr | Titel                                  | Höchstplatzierung, Gesamtwochen, AuszeichnungChartsChartplatzierungen (Jahr, Titel, Platzierungen, Wochen, Auszeichnungen, Anmerkungen) | Anmerkungen |
| Jahr | Titel                                  | NL | Anmerkungen |
| ---- | -------------------------------------- | --- | ----------- |
| 1996 | Live in Carré – Een halve eeuw Willeke | NL30 (9 Wo.)NL |             |
| 2007 | Goud – Live in Carré                   | NL48 (1 Wo.)NL |             |

### Kompilationen
| Jahr | Titel                                                       | Höchstplatzierung, Gesamtwochen, AuszeichnungChartsChartplatzierungen (Jahr, Titel, Platzierungen, Wochen, Auszeichnungen, Anmerkungen) | Anmerkungen |
| Jahr | Titel                                                       | NL | Anmerkungen |
| ---- | ----------------------------------------------------------- | --- | ----------- |
| 1987 | Vrienden voor altijd – de grootste successen van toen en nu | NL11 (16 Wo.)NL |             |
| 2008 | 100 mooiste liedjes van Willy & Willeke Alberti             | NL62 (4 Wo.)NL |             |
| 2010 | 65 – Een muzikaal spiegelbeeld                              | NL50 (2 Wo.)NL |             |

### Singles
| Jahr | Titel Album                                    | Höchstplatzierung, Gesamtwochen, AuszeichnungChartsChartplatzierungen (Jahr, Titel, Album, Platzierungen, Wochen, Auszeichnungen, Anmerkungen) | Anmerkungen                                           |
| Jahr | Titel Album                                    | NL | Anmerkungen                                           |
| ---- | ---------------------------------------------- | --- | ----------------------------------------------------- |
| 1964 | Mijn dagboek –                                 | NL4 (12 Wo.)NL | Charteinstieg erst 1965                               |
| 1965 | Vanavond om kwart over zes ben ik vrij Willeke | NL10 (15 Wo.)NL |                                                       |
| 1965 | Talisman –                                     | NL36 (1 Wo.)NL |                                                       |
| 1966 | Morgen ben ik de bruid –                       | NL17 (8 Wo.)NL |                                                       |
| 1966 | Als vrouw –                                    | NL22 (7 Wo.)NL |                                                       |
| 1967 | Dat Afgezaagde Zinnetje –                      | NL2 (12 Wo.)NL | mit Willy Alberti                                     |
| 1974 | Als je komt dan zal ik thuis zijn –            | NL23 (5 Wo.)NL |                                                       |
| 1975 | Een Heel Gelukkig Kerstfeest –                 | NL10 (3 Wo.)NL | Bonnie, Ronnie, Ciska, Nico, Willeke, Harmen, Ome Jan |
| 1977 | Carolientje Iemand Die Van Je Houdt            | NL5 (8 Wo.)NL |                                                       |
| 1981 | Jantje Beton –                                 | NL28 (5 Wo.)NL |                                                       |
| 1982 | Het Is Nog Niet Voorbij Dit Ben Ik             | NL23 (4 Wo.)NL |                                                       |
| 1983 | Niemand Laat Zijn Eigen Kind Alleen –          | NL5 (8 Wo.)NL | mit Willy Alberti                                     |
| 1987 | Samen zijn –                                   | NL37 (3 Wo.)NL |                                                       |
| 1992 | Gebabbel/ Vlieg Met Me Mee (Live) –            | NL2 (14 Wo.)NL | mit Paul de Leeuw                                     |
| 1993 | Ome Jan ’n Beetje mazzel                       | NL10 (10 Wo.)NL |                                                       |
| 1993 | Groetjes uit Rio –                             | NL20 (5 Wo.)NL | "Fortsetzung" von Ome Jan                             |
| 1994 | Waar is de zon Zomaar mijn dag                 | NL33 (3 Wo.)NL |                                                       |
| 1995 | De Glimlach van een Kind –                     | NL34 (4 Wo.)NL | mit Willy Alberti                                     |

grau schraffiert: keine Chartdaten aus diesem Jahr verfügbar
Weitere Singles
- 1961: Toch ben ik dol op jou
- 1962: Norman
- 1963: Nooit te jong om te trouwen
- 1963: Spiegelbeeld
- 1964: De winter was lang
- 1965: Elke dag denk ik aan zondag
- 1966: Jij (jij alleen)
- 1968: Vlinder van een zomer
- 1969: Zijn eigen wonder
- 1970: Een kind kijkt ons aan
- 1970: Klop klop hallo
- 1975: Telkens weer
- 1978: Wie komt er in m’n hokkie
- 1980: Het oude huis
- 1981: Babalo
- 1982: Maar vanavond
- 1985: Mijn hoofd weer op je schouder
- 1989: Mijn droom
- 1993: Het wijnfeest
- 1994: Zomaar een dag
- 1995: Kus me met je ogen
- 1996: Stel me geen vragen
- 1996: Op dit moment
- 1998: Allereerste keer
- 1999: Jij hoort bij mij
- 2001: Er komt een dag